# Eddie Kramer
Eddie Kramer, född 1942 i Kapstaden i Sydafrika, är en amerikansk musikproducent, som bland annat har arbetat med Led Zeppelin, Triumph, Kiss, Ace Frehley, Jimi Hendrix, The Beatles, AC/DC, The Rolling Stones, David Bowie, Peter Frampton, Curtis Mayfield, Santana, Anthrax, Carly Simon, Loudness, Whitesnake, Icon, Pretty Maids, Red Hot Chili Peppers, Mott the Hoople och Robin Trower.